# Saison NBA Gatorade League 2018-2019
Navigation
Saison 2017-2018 Saison 2019-2020
La saison NBA Gatorade League 2018-2019 est la 18e saison de la NBA Gatorade League.

## Calendrier des événements de la saison
22 août : Expansion Draft 2018 de la NBA G League (Go-Go de Capital City).

25 août au 30 septembre : essais pour les joueurs locaux NBA G League.

15 octobre : effectifs réduits à 17 en NBA pour le NBA Opening Day.

16 octobre : début de la saison régulière de NBA.

20 octobre : Draft 2018 de la NBA G League.

22 octobre au 1er novembre : camp d'entraînement en NBA G League.

1er novembre : effectifs réduits pour le NBA G League Opening Day.

2 novembre : début de la saison de la NBA G League.

5 janvier : les contrats NBA de dix jours peuvent être signés.

10 janvier : tous les contrats standards en NBA sont garantis jusqu'à la fin de la saison.

15 janvier : dernier jour en NBA pour signer des Two-Way contracts.

20 janvier : les NBA Two-Way contracts sont garantis pour le reste de la saison.

7 février : date limite des transferts en NBA.

15 au 17 février : NBA All-Star Week-end 2019 (Charlotte, Caroline du Nord).

21 février : date limite des transferts en NBA G League.

1er mars : date limite en NBA pour signer des joueurs libérés en cours de saison.

23 mars : fin de la saison régulière de la NBA G League.

26 et 27 mars : premier tour des playoffs de la NBA G League.

29 mars : demi-finales de conférence des playoffs de la NBA G League.

2 avril : finales de conférence des playoffs de la NBA G League.

7, 9 et 12 avril : finales des playoffs de la NBA G League.

## Changements dans la League
La ligue s'est élargie d'une équipe, le Go-Go de Capital City appartenant aux Wizards de Washington, et compte désormais 27 équipes pour la saison.
Il y a eu trois délocalisations, dont deux sur le marché existant de l'équipe. La relocalisation la plus importante a été celle des Bighorns de Reno, qui ont été transférés à Stockton, en Californie, par leur club d'affiliation, les Kings de Sacramento, et renommés les Kings de Stockton. L'une des relocalisations sur le marché a été celle du 87ers du Delaware, qui ont été transférés de leur ancien domicile à Newark dans une nouvelle installation située à Wilmington et qui ont été renommés les Blue Coats du Delaware. Enfin, les Vipers de Rio Grande Valley se sont déplacés au sein de la zone urbaine à l'extrémité sud du Texas, allant d'Hidalgo à Edinburg, à proximité, avec l'ouverture de l'arène Bert Ogden.
Avec l’ajout des Go-Go, la ligue a légèrement réorganisé ses six divisions. Les Go-Go ont été ajoutés à la division sud-est et le Delaware a été déplacé vers la division Atlantique.
Au cours de la saison, en décembre 2018, le président de la ligue, Malcolm Turner, quitte ses fonctions pour devenir directeur des sports à l'Université Vanderbilt. Il est remplacé par Shareef Abdur-Rahim.

## Classements
Source : gleague.nba.com
x – Qualifié pour les playoffs; y – Champion de Division; z – Champion de Conference

### Par division
Conférence Est
| Division Atlantique       | V  | D  | MJ | V/D  | GB | Dom   | Ext   | Div  |
| ------------------------- | -- | -- | -- | ---- | -- | ----- | ----- | ---- |
| z – Nets de Long Island   | 34 | 16 | 50 | .680 | 0  | 19–6  | 15–10 | 10–6 |
| x – Knicks de Westchester | 29 | 21 | 50 | .580 | 5  | 16–9  | 13–12 | 11–5 |
| x – Raptors 905           | 29 | 21 | 50 | .580 | 5  | 13–12 | 16–9  | 7–9  |
| Blue Coats du Delaware    | 21 | 29 | 50 | .420 | 13 | 13–12 | 8–17  | 5–11 |
| Red Claws du Maine        | 19 | 31 | 50 | .380 | 15 | 11–14 | 8–17  | 7–9  |

| Division Centrale         | V  | D  | MJ | V/D  | GB | Dom   | Ext   | Div  |
| ------------------------- | -- | -- | -- | ---- | -- | ----- | ----- | ---- |
| y – Drive de Grand Rapids | 28 | 22 | 50 | .560 | 0  | 14–11 | 14–11 | 14–2 |
| x – Bulls de Windy City   | 27 | 23 | 50 | .540 | 1  | 15–10 | 12–13 | 8–8  |
| Mad Ants de Fort Wayne    | 23 | 27 | 50 | .460 | 5  | 14–11 | 9–16  | 6–10 |
| Charge de Canton          | 22 | 28 | 50 | .429 | 6  | 10–15 | 12–13 | 5–11 |
| Herd du Wisconsin         | 12 | 38 | 50 | .240 | 16 | 8–17  | 4–21  | 5–11 |

| Division Sud-Est      | V  | D  | MJ | V/D  | GB | Dom   | Ext   | Div |
| --------------------- | -- | -- | -- | ---- | -- | ----- | ----- | --- |
| y – Magic de Lakeland | 32 | 18 | 50 | .640 | 0  | 18–7  | 14–11 | 8–4 |
| Go-Go de Capital City | 25 | 25 | 50 | .500 | 7  | 14–11 | 11–14 | 4–8 |
| Swarm de Greensboro   | 24 | 26 | 50 | .480 | 8  | 10–15 | 14–11 | 6–6 |
| BayHawks d'Érié       | 24 | 26 | 50 | .469 | 8  | 17–8  | 7–18  | 6–6 |

Conférence Ouest
| Division Nord-Ouest      | V  | D  | MJ | V/D  | GB | Dom   | Ext   | Div |
| ------------------------ | -- | -- | -- | ---- | -- | ----- | ----- | --- |
| y – Blue d'Oklahoma City | 34 | 16 | 50 | .680 | 0  | 17–8  | 17–8  | 8–4 |
| x – Hustle de Memphis    | 28 | 22 | 50 | .560 | 6  | 16–9  | 12–13 | 4–8 |
| Skyforce de Sioux Falls  | 24 | 26 | 50 | .480 | 10 | 13–12 | 11–14 | 6–6 |
| Wolves de l'Iowa         | 20 | 30 | 50 | .400 | 14 | 13–12 | 7–18  | 6–6 |

| Division Pacifique         | V  | D  | MJ | V/D  | GB | Dom   | Ext   | Div  |
| -------------------------- | -- | -- | -- | ---- | -- | ----- | ----- | ---- |
| y – Warriors de Santa Cruz | 34 | 16 | 50 | .680 | 0  | 20–5  | 14–11 | 11–5 |
| x – Kings de Stockton      | 30 | 20 | 50 | .600 | 4  | 18–7  | 12–13 | 11–5 |
| Clippers d'Agua Caliente   | 26 | 24 | 50 | .520 | 8  | 14–11 | 12–13 | 9–7  |
| Lakers de South Bay        | 21 | 29 | 50 | .420 | 13 | 13–12 | 8–17  | 4–12 |
| Suns de Northern Arizona   | 12 | 38 | 50 | .240 | 22 | 7–18  | 5–20  | 5–11 |

| Division Sud-Ouest              | V  | D  | MJ | V/D  | GB | Dom   | Ext   | Div |
| ------------------------------- | -- | -- | -- | ---- | -- | ----- | ----- | --- |
| y – Vipers de Rio Grande Valley | 34 | 16 | 50 | .680 | 0  | 18–7  | 16–9  | 7–5 |
| x – Stars de Salt Lake City     | 27 | 23 | 50 | .540 | 7  | 15–10 | 12–13 | 8–4 |
| Spurs d'Austin                  | 20 | 30 | 50 | .400 | 14 | 13–12 | 7–18  | 4–8 |
| Legends du Texas                | 16 | 34 | 50 | .320 | 18 | 14–11 | 2–23  | 5–7 |

### Par conférence
| No | Franchise              | Vic. | Déf. | MJ | V/D  | GB |
| -- | ---------------------- | ---- | ---- | -- | ---- | -- |
| 1  | Nets de Long Island    | 34   | 16   | 50 | .680 | 0  |
| 2  | Magic de Lakeland      | 32   | 18   | 50 | .640 | 2  |
| 3  | Knicks de Westchester  | 29   | 21   | 50 | .580 | 5  |
| 4  | Raptors 905            | 29   | 21   | 50 | .580 | 5  |
| 5  | Drive de Grand Rapids  | 28   | 22   | 50 | .560 | 6  |
| 6  | Bulls de Windy City    | 27   | 23   | 50 | .540 | 7  |
| 7  | Go-Go de Capital City  | 25   | 25   | 50 | .500 | 9  |
| 8  | Swarm de Greensboro    | 24   | 26   | 50 | .480 | 10 |
| 9  | BayHawks d'Érié        | 24   | 26   | 50 | .480 | 10 |
| 10 | Mad Ants de Fort Wayne | 23   | 27   | 50 | .460 | 11 |
| 11 | Charge de Canton       | 22   | 28   | 50 | .440 | 12 |
| 12 | Blue Coats du Delaware | 21   | 29   | 50 | .420 | 13 |
| 13 | Red Claws du Maine     | 19   | 31   | 50 | .380 | 15 |
| 14 | Herd du Wisconsin      | 12   | 38   | 50 | .240 | 22 |

| No | Franchise                   | Vic. | Def. | MJ | V/D  | GB |
| -- | --------------------------- | ---- | ---- | -- | ---- | -- |
| 1  | Vipers de Rio Grande Valley | 34   | 16   | 50 | .680 | 0  |
| 2  | Warriors de Santa Cruz      | 34   | 16   | 50 | .680 | 0  |
| 3  | Blue d'Oklahoma City        | 34   | 16   | 50 | .680 | 0  |
| 4  | Kings de Stockton           | 30   | 20   | 50 | .600 | 4  |
| 5  | Hustle de Memphis           | 28   | 22   | 50 | .560 | 6  |
| 6  | Stars de Salt Lake City     | 27   | 23   | 50 | .540 | 7  |
| 7  | Clippers d'Agua Caliente    | 26   | 24   | 50 | .520 | 8  |
| 8  | Skyforce de Sioux Falls     | 24   | 26   | 50 | .480 | 10 |
| 9  | Lakers de South Bay         | 21   | 29   | 50 | .420 | 13 |
| 10 | Spurs d'Austin              | 20   | 30   | 50 | .400 | 14 |
| 11 | Wolves de l'Iowa            | 20   | 30   | 50 | .400 | 14 |
| 12 | Legends du Texas            | 16   | 34   | 50 | .320 | 18 |
| 13 | Suns de Northern Arizona    | 12   | 38   | 50 | .240 | 22 |

## Playoffs
|  | 1er tour         | 1er tour                | 1er tour                    |     |                             | Demi-finales de Conférence | Demi-finales de Conférence | Demi-finales de Conférence |  |   | Finales de Conférence       | Finales de Conférence | Finales de Conférence |  |    | Finale NBA G-League | Finale NBA G-League | Finale NBA G-League |
|  |                  |                         |                             |     |                             |                            |                            |                            |  |   |                             |                       |                       |  |    |                     |                     |                     |
|  | 1                | Nets de Long Island     |                             |     |                             |                            |                            |                            |  |   |                             |                       |                       |  |    |                     |                     |                     |
|  |                  |                         |                             |     |                             |                            |                            |                            |  |   |                             |                       |                       |  |    |                     |                     |                     |
|  |                  | 1                       | Nets de Long Island         | 112 |                             |                            |                            |                            |  |   |                             |                       |                       |  |    |                     |                     |                     |
|  |                  |                         |                             | 112 |                             |                            |                            |                            |  |   |                             |                       |                       |  |    |                     |                     |                     |
|  |                  | 4                       | Raptors 905                 | 99  |                             |                            |                            |                            |  |   |                             |                       |                       |  |    |                     |                     |                     |
|  | 4                | 4                       | Raptors 905                 | 99  | Raptors 905                 | 91                         |                            |                            |  |   |                             |                       |                       |  |    |                     |                     |                     |
|  | 4                |                         |                             |     | Raptors 905                 | 91                         |                            |                            |  |   |                             |                       |                       |  |    |                     |                     |                     |
|  | 5                | Drive de Grand Rapids   | 90                          |     |                             |                            |                            |                            |  |   |                             |                       |                       |  |    |                     |                     |                     |
|  | 5                | Drive de Grand Rapids   | 90                          |     |                             |                            |                            |                            |  | 1 | Nets de Long Island         | 108                   |                       |  |    |                     |                     |                     |
|  | Conférence Est   |                         |                             |     |                             |                            |                            |                            |  | 1 | Nets de Long Island         | 108                   |                       |  |    |                     |                     |                     |
|  |                  | 2                       | Magic de Lakeland           | 106 |                             |                            |                            |                            |  |   |                             |                       |                       |  |    |                     |                     |                     |
|  | 2                | 2                       | Magic de Lakeland           | 106 | Magic de Lakeland           |                            |                            |                            |  |   |                             |                       |                       |  |    |                     |                     |                     |
|  | 2                |                         |                             |     | Magic de Lakeland           |                            |                            |                            |  |   |                             |                       |                       |  |    |                     |                     |                     |
|  |                  |                         |                             |     |                             |                            |                            |                            |  |   |                             |                       |                       |  |    |                     |                     |                     |
|  |                  | 2                       | Magic de Lakeland           | 104 |                             |                            |                            |                            |  |   |                             |                       |                       |  |    |                     |                     |                     |
|  |                  |                         |                             | 104 |                             |                            |                            |                            |  |   |                             |                       |                       |  |    |                     |                     |                     |
|  |                  | 3                       | Knicks de Westchester       | 91  |                             |                            |                            |                            |  |   |                             |                       |                       |  |    |                     |                     |                     |
|  | 3                | 3                       | Knicks de Westchester       | 91  | Knicks de Westchester       | 95                         |                            |                            |  |   |                             |                       |                       |  |    |                     |                     |                     |
|  | 3                |                         |                             |     | Knicks de Westchester       | 95                         |                            |                            |  |   |                             |                       |                       |  |    |                     |                     |                     |
|  | 6                | Bulls de Windy City     | 82                          |     |                             |                            |                            |                            |  |   |                             |                       |                       |  |    |                     |                     |                     |
|  | 6                | Bulls de Windy City     | 82                          |     |                             |                            |                            |                            |  |   |                             |                       |                       |  | E1 | Nets de Long Island | 1                   |                     |
|  |                  |                         |                             |     |                             |                            |                            |                            |  |   |                             |                       |                       |  | E1 | Nets de Long Island | 1                   |                     |
|  |                  | W1                      | Vipers de Rio Grande Valley | 2   |                             |                            |                            |                            |  |   |                             |                       |                       |  |    |                     |                     |                     |
|  | 1                | W1                      | Vipers de Rio Grande Valley | 2   | Vipers de Rio Grande Valley |                            |                            |                            |  |   |                             |                       |                       |  |    |                     |                     |                     |
|  | 1                |                         |                             |     | Vipers de Rio Grande Valley |                            |                            |                            |  |   |                             |                       |                       |  |    |                     |                     |                     |
|  |                  |                         |                             |     |                             |                            |                            |                            |  |   |                             |                       |                       |  |    |                     |                     |                     |
|  |                  | 1                       | Vipers de Rio Grande Valley | 135 |                             |                            |                            |                            |  |   |                             |                       |                       |  |    |                     |                     |                     |
|  |                  |                         |                             | 135 |                             |                            |                            |                            |  |   |                             |                       |                       |  |    |                     |                     |                     |
|  |                  | 5                       | Hustle de Memphis           | 118 |                             |                            |                            |                            |  |   |                             |                       |                       |  |    |                     |                     |                     |
|  | 4                | 5                       | Hustle de Memphis           | 118 | Kings de Stockton           | 119                        |                            |                            |  |   |                             |                       |                       |  |    |                     |                     |                     |
|  | 4                |                         |                             |     | Kings de Stockton           | 119                        |                            |                            |  |   |                             |                       |                       |  |    |                     |                     |                     |
|  | 5                | Hustle de Memphis       | 122                         |     |                             |                            |                            |                            |  |   |                             |                       |                       |  |    |                     |                     |                     |
|  | 5                | Hustle de Memphis       | 122                         |     |                             |                            |                            |                            |  | 1 | Vipers de Rio Grande Valley | 144                   |                       |  |    |                     |                     |                     |
|  | Conférence Ouest |                         |                             |     |                             |                            |                            |                            |  | 1 | Vipers de Rio Grande Valley | 144                   |                       |  |    |                     |                     |                     |
|  |                  | 2                       | Warriors de Santa Cruz      | 125 |                             |                            |                            |                            |  |   |                             |                       |                       |  |    |                     |                     |                     |
|  | 2                | 2                       | Warriors de Santa Cruz      | 125 | Warriors de Santa Cruz      |                            |                            |                            |  |   |                             |                       |                       |  |    |                     |                     |                     |
|  | 2                |                         |                             |     | Warriors de Santa Cruz      |                            |                            |                            |  |   |                             |                       |                       |  |    |                     |                     |                     |
|  |                  |                         |                             |     |                             |                            |                            |                            |  |   |                             |                       |                       |  |    |                     |                     |                     |
|  |                  | 2                       | Warriors de Santa Cruz      | 117 |                             |                            |                            |                            |  |   |                             |                       |                       |  |    |                     |                     |                     |
|  |                  |                         |                             | 117 |                             |                            |                            |                            |  |   |                             |                       |                       |  |    |                     |                     |                     |
|  |                  | 3                       | Blue d'Oklahoma City        | 102 |                             |                            |                            |                            |  |   |                             |                       |                       |  |    |                     |                     |                     |
|  | 3                | 3                       | Blue d'Oklahoma City        | 102 | Blue d'Oklahoma City        | 118                        |                            |                            |  |   |                             |                       |                       |  |    |                     |                     |                     |
|  | 3                |                         |                             |     | Blue d'Oklahoma City        | 118                        |                            |                            |  |   |                             |                       |                       |  |    |                     |                     |                     |
|  | 6                | Stars de Salt Lake City | 113                         |     |                             |                            |                            |                            |  |   |                             |                       |                       |  |    |                     |                     |                     |

## Statistiques

### Meilleurs joueurs par statistiques
| Catégorie                      | Joueur             | Équipe                      | Statistique |
| ------------------------------ | ------------------ | --------------------------- | ----------- |
| Points par match               | Jordan McRae       | Go-Go de Capital City       | 30,4        |
| Rebonds par match              | Isaiah Hartenstein | Vipers de Rio Grande Valley | 14,8        |
| Passes décisives par match     | Marcus Williams    | Kings de Stockton           | 9,6         |
| Interceptions par match        | Gary Payton II     | Vipers de Rio Grande Valley | 3,0         |
| Contres par match              | Amida Brimah       | Spurs d'Austin              | 3,0         |
| Balles perdues par match       | Gary Payton II     | Vipers de Rio Grande Valley | 3,9         |
| Fautes par match               | Norvel Pelle       | Blue Coats du Delaware      | 3,7         |
| Minutes par match              | Nick Johnson       | Herd du Wisconsin           | 35,5        |
| Pourcentage aux lancers-francs | Norvel Pelle       | Blue Coats du Delaware      | 70,3        |
| Pourcentage aux tirs           | Dusty Hannahs      | Hustle de Memphis           | 92,6        |
| Pourcentage à trois points     | Keith Hornsby      | Legends du Texas            | 48,5        |
| +/−                            | Chris Boucher      | Raptors 905                 | 8,4         |
| Double-doubles                 | Ángel Delgado      | Clippers d'Agua Caliente    | 36          |
| Triple-doubles                 | Shannon Scott      | Nets de Long Island         | 3           |

### Records individuels
| Catégorie              | Joueur        | Équipe                   | Statistique |
| ---------------------- | ------------- | ------------------------ | ----------- |
| Points                 | Tyler Harvey  | Hustle de Memphis        | 58          |
| Rebonds                | Ángel Delgado | Clippers d'Agua Caliente | 31          |
| Passes décisives       | Shannon Scott | Nets de Long Island      | 20          |
| Interceptions          | Brianté Weber | Skyforce de Sioux Falls  | 8           |
| Contres                | Chris Boucher | Raptors 905              | 9           |
| Paniers à trois points | Tyler Harvey  | Hustle de Memphis        | 12          |

### Statistiques équipes
| Catégorie                      | Équipe                      | Statistique |
| ------------------------------ | --------------------------- | ----------- |
| Points par match               | Nets de Long Island         | 117,7       |
| Rebonds par match              | Nets de Long Island         | 53,9        |
| Passes décisives par match     | BayHawks d'Érié             | 26,7        |
| Interceptions par match        | Warriors de Santa Cruz      | 10,8        |
| Contres par match              | Spurs d'Austin              | 7,8         |
| Balles perdues par match       | Vipers de Rio Grande Valley | 1,8         |
| Pourcentage aux lancers-francs | Clippers d'Agua Caliente    | 47,9        |
| Pourcentage aux tirs           | Magic de Lakeland           | 78,6        |
| Pourcentage à trois points     | Magic de Lakeland           | 37,8        |
| +/−                            | Blue d'Oklahoma City        | 5,2         |